# Synanthedon spheciformis
Synanthedon spheciformis (tên tiếng Anh: White-barred Clearwing) là một loài bướm đêm thuộc họ Sesiidae. Nó được tìm thấy ở châu Âu và Xibia.

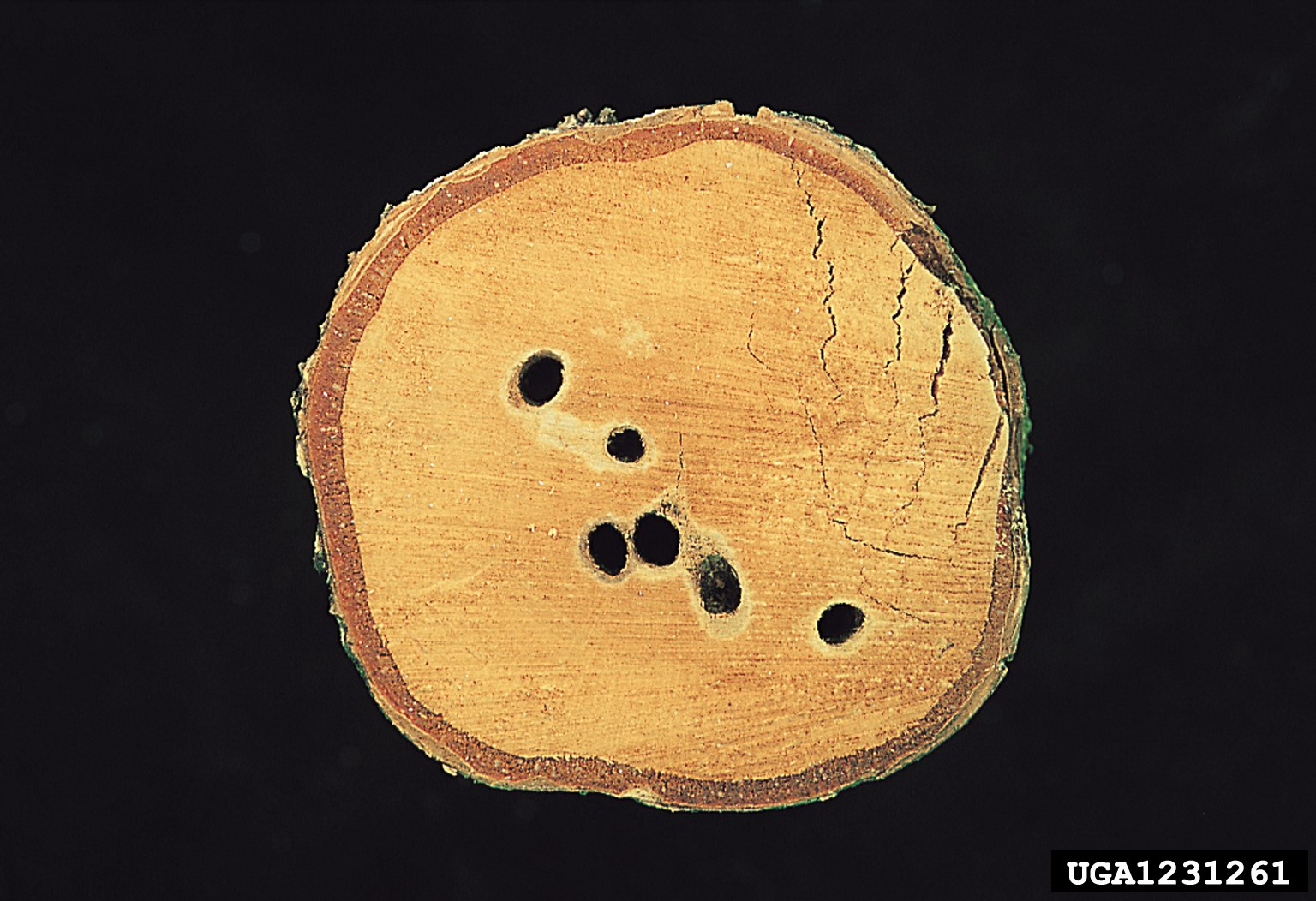
Boring Damage

Sải cánh dài 26–31 mm. Chiều dài cánh trước là 12–14 mm. Con trưởng thành bay từ tháng 5 đến tháng 6 tùy theo địa điểm.
Ấu trùng ăn tống quán sủi và bạch dương. They bore the stem of their host plant.

## Hình ảnh

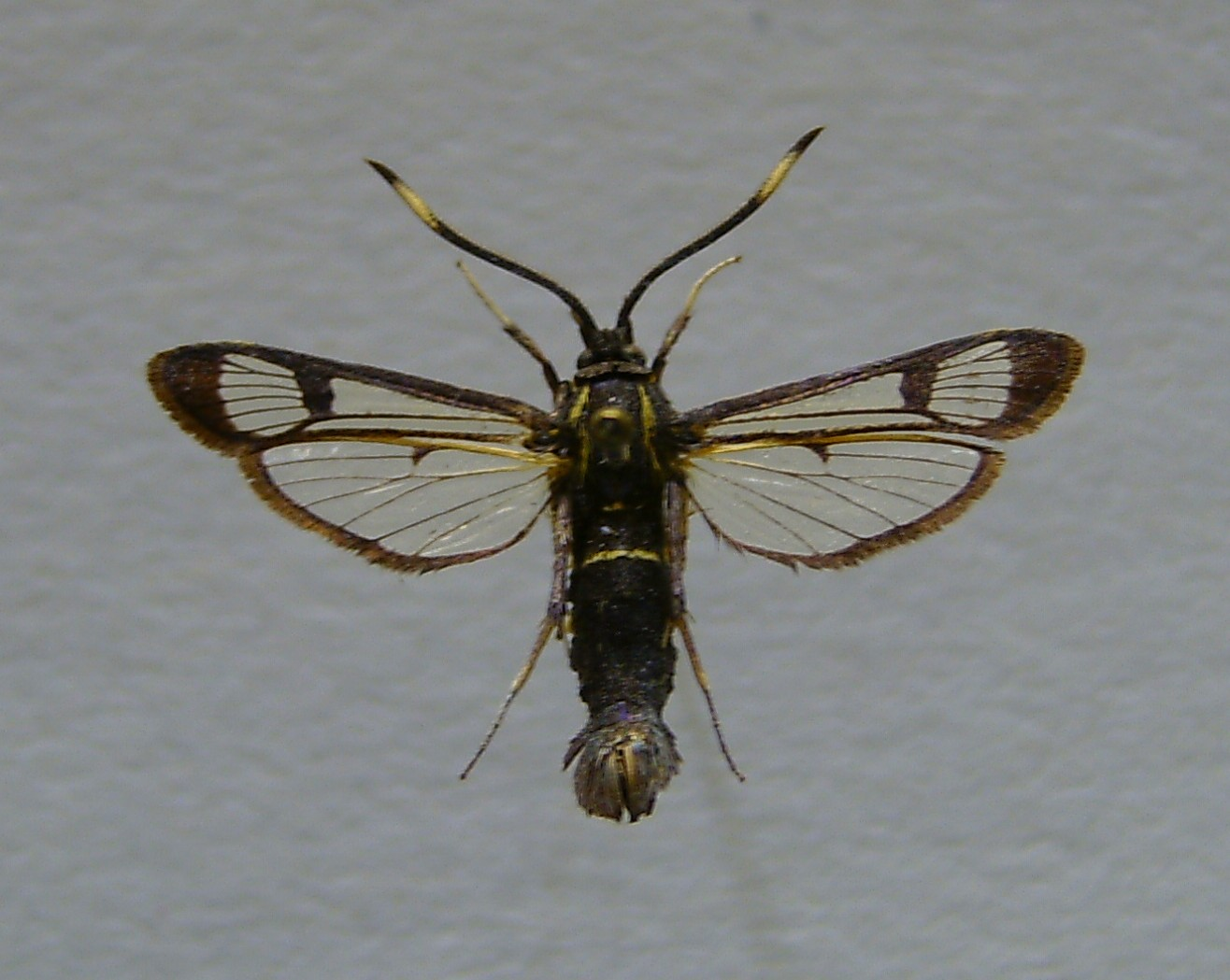
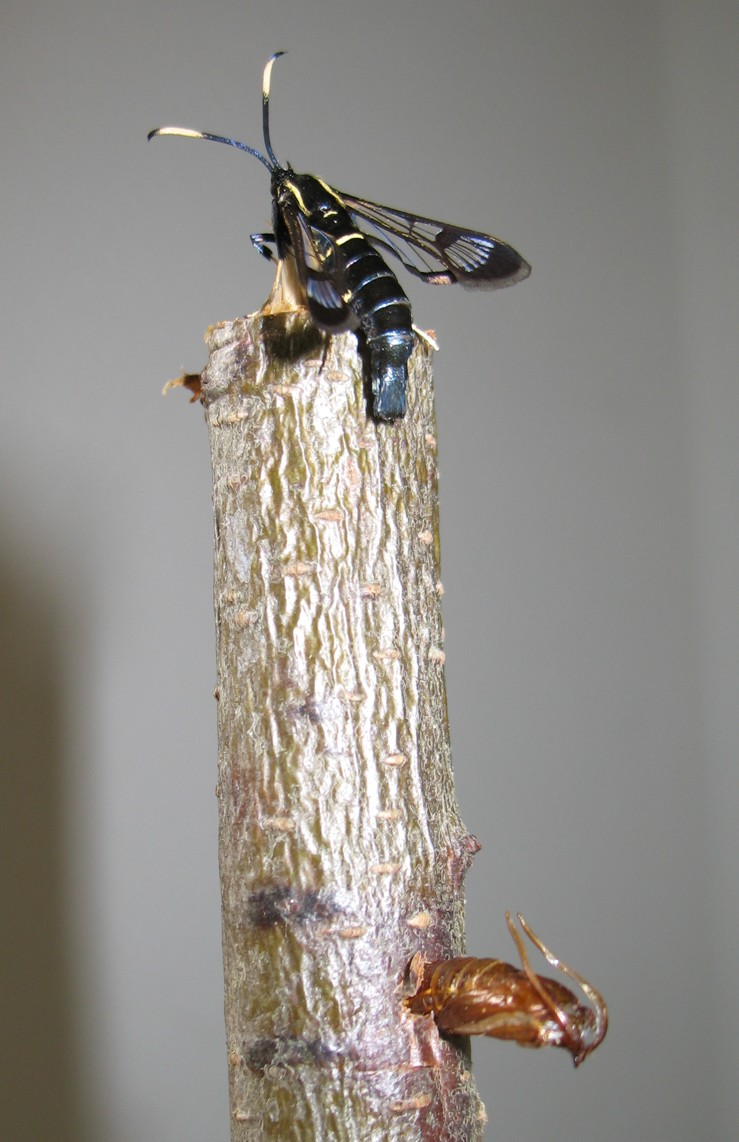